# Thom Gicquel
Thom Gicquel (* 12. Januar 1999 in Tours) ist ein französischer Badmintonspieler.

## Karriere
Thom Gicquel siegte bei den Latvia International 2016, den Czech International 2018, den Swedish Open 2018, den Dutch International 2018, den Azerbaijan International 2019 und den French International 2019. 2018 und 2019 wurde er ebenfalls französischer Meister. 2021 qualifizierte er sich für die Olympischen Sommerspiele des gleichen Jahres.

## Sportliche Erfolge
| Saison    | Veranstaltung                                          | Disziplin | Platz | Name                              |
| --------- | ------------------------------------------------------ | --------- | ----- | --------------------------------- |
| 2011/2012 | Französische Juniorenmeisterschaft Benjamins 2011/2012 | MD        | 1     | Thom Gicquel / Thomas Le Cardinal |
| 2011/2012 | Französische Juniorenmeisterschaft Benjamins 2011/2012 | MS        | 3     | Thom Gicquel                      |
| 2011/2012 | Französische Juniorenmeisterschaft Benjamins 2011/2012 | XD        | 2     | Thom Gicquel / Méline Metaireau   |
| 2013/2014 | Französische Juniorenmeisterschaft Minimes 2013/2014   | MD        | 1     | Thom Gicquel / Léo Rossi          |
| 2013/2014 | Französische Juniorenmeisterschaft Minimes 2013/2014   | XD        | 1     | Thom Gicquel / Méline Metaireau   |
| 2013/2014 | Französische Juniorenmeisterschaft Minimes 2013/2014   | MS        | 1     | Thom Gicquel                      |
| 2014      | European Junior Championships U15 2014                 | MS        | 3     | Thom Gicquel                      |
| 2014/2015 | Französische Juniorenmeisterschaft Cadets 2014/2015    | XD        | 1     | Thom Gicquel / Vimala Heriau      |
| 2014/2015 | Französische Juniorenmeisterschaft Cadets 2014/2015    | MD        | 3     | Samy Corvée / Thom Gicquel        |
| 2015      | Romanian Junior International 2015                     | MD        | 1     | Thom Gicquel / Léo Rossi          |
| 2015      | Swiss Junior International 2015                        | XD        | 3     | Thom Gicquel / Delphine Delrue    |
| 2015      | Swiss Junior International 2015                        | MD        | 3     | Thomas Baures / Thom Gicquel      |
| 2015      | Latvia International 2015                              | MD        | 2     | Thomas Baures / Thom Gicquel      |
| 2015      | Latvia International 2015                              | XD        | 3     | Thom Gicquel / Vimala Heriau      |
| 2015/2016 | Französische Juniorenmeisterschaft 2015/2016           | MD        | 2     | Samy Corvée / Thom Gicquel        |
| 2015/2016 | Französische Juniorenmeisterschaft 2015/2016           | XD        | 1     | Thom Gicquel / Vimala Heriau      |
| 2016      | Latvia International 2016                              | XD        | 1     | Thom Gicquel / Léonice Huet       |
| 2016      | European Junior Championships U17 2016                 | MD        | 2     | Thom Gicquel / Léo Rossi          |
| 2016      | Swiss International 2016                               | XD        | 2     | Thom Gicquel / Delphine Delrue    |
| 2016      | Polish Junior International 2016                       | MD        | 2     | Thom Gicquel / Léo Rossi          |
| 2016      | Bulgaria Junior International 2016                     | MD        | 3     | Thom Gicquel / Arnaud Merkle      |
| 2016      | Polish Junior International 2016                       | XD        | 3     | Thom Gicquel / Vimala Heriau      |
| 2016      | Bulgaria Junior International 2016                     | XD        | 3     | Thom Gicquel / Vimala Heriau      |
| 2017      | Bulgaria Junior International 2017                     | XD        | 1     | Thom Gicquel / Vimala Heriau      |
| 2017      | European Junior Championships U19 2017                 | MD        | 1     | Thom Gicquel / Toma Popov Junior  |
| 2017      | Juniorenweltmeisterschaft 2017                         | XD        | 33    | Thom Gicquel / Delphine Delrue    |
| 2018      | Czech International 2018                               | MD        | 1     | Thom Gicquel / Ronan Labar        |
| 2018      | Juniorenweltmeisterschaft 2018                         | XD        | 17    | Thom Gicquel / Delphine Delrue    |
| 2018      | Swedish Open 2018                                      | XD        | 1     | Thom Gicquel / Delphine Delrue    |
| 2018      | Dutch International 2018                               | XD        | 1     | Thom Gicquel / Delphine Delrue    |
| 2018      | Mediterranean Games 2018                               | WS        | 1     | Bastian Kersaudy / Thom Gicquel   |
| 2018      | Französische Meisterschaft 2018                        | XD        | 1     | Thom Gicquel / Delphine Delrue    |
| 2018      | Dutch Open 2018                                        | XD        | 2     | Thom Gicquel / Delphine Delrue    |
| 2019      | Denmark International 2019                             | XD        | 2     | Thom Gicquel / Delphine Delrue    |
| 2019      | French International 2019                              | XD        | 1     | Thom Gicquel / Delphine Delrue    |
| 2019      | Polish Open 2019                                       | XD        | 2     | Thom Gicquel / Delphine Delrue    |
| 2019      | Azerbaijan International 2019                          | XD        | 1     | Thom Gicquel / Delphine Delrue    |
| 2019      | Denmark International 2019                             | MD        | 3     | Thom Gicquel / Ronan Labar        |
| 2019      | US Open 2019                                           | XD        | 2     | Thom Gicquel / Delphine Delrue    |
| 2019      | Französische Meisterschaft 2019                        | XD        | 1     | Thom Gicquel / Delphine Delrue    |
| 2019      | Europaspiele 2019                                      | XD        | 3     | Thom Gicquel / Delphine Delrue    |
| 2020      | All England 2020                                       | XD        | 9     | Thom Gicquel / Delphine Delrue    |
| 2021      | All England 2021                                       | XD        | 5     | Thom Gicquel / Delphine Delrue    |